# اسپرینگ میل (پنسیلوانیا)
اسپرینگ میل (به انگلیسی: Spring Mill) یک منطقهٔ مسکونی در ایالات متحده آمریکا است که در شهرستان مونتگومری، پنسیلوانیا قرار دارد.